# Phaneroptera
A Phaneroptera a fürgeszöcskefélék családjának egyik neme, a Phaneropterinae alcsalád típusneme. A kategóriát a francia Jean Guillaume Audinet-Serville hozta létre 1831-ben. Neve a görög φανερός (phanerosz: világos, fényes, ragyogó) és a πτερόν (pterón: szárny) szavakból tevődik össze. 37 faja Európában, Ázsiában és Afrikában él. Magyarországon a zöld repülőszöcske és a pontozott repülőszöcske fordul elő. 

## Fajok
subgenus Erdemia Koçak & Kemal, 2009 
- Phaneroptera erdemi Koçak & Kemal, 2009
- Phaneroptera hackeri Harz, 1988

subgenus Phaneroptera Serville, 1831
- Phaneroptera acaciae Chopard, 1954
- Phaneroptera albida Walker, 1869
- Phaneroptera brevicauda Liu, 2011
- Phaneroptera brevis (Serville, 1838)
- Phaneroptera celebica (Haan, 1842)
- Phaneroptera cleomis Ayal, Broza & Pener, 1974
- Phaneroptera cretacea Uvarov, 1929
- Phaneroptera curvata (Willemse, C., 1942)
- Phaneroptera darevskii Bei-Bienko, 1966
- Phaneroptera dentata (Willemse, C., 1942)
- Phaneroptera falcata (Poda, 1761) - zöld repülőszöcske   (típusfaj)
- Phaneroptera fragilis Ragge, 1960
- Phaneroptera furcifera Stål, 1861
- Phaneroptera gracilis Burmeister, 1838
- Phaneroptera guineana Steinmann, 1966
- Phaneroptera hordeifolia (Haan, 1842)
- Phaneroptera jordanica Steinmann, 1966
- Phaneroptera longicauda (Willemse, C., 1942)
- Phaneroptera longispina Ragge, 1956
- Phaneroptera maculosa Ragge, 1956
- Phaneroptera magna Ragge, 1956
- Phaneroptera minima Brunner von Wattenwyl, 1878
- Phaneroptera myllocerca Ragge, 1956
- Phaneroptera nana Fieber, 1853  - pontozott repülőszöcske
- Phaneroptera neglecta (Karny, 1926)
- Phaneroptera nigroantennata Brunner von Wattenwyl, 1878
- Phaneroptera nigropunctata Chopard, 1955
- Phaneroptera okinawensis Ichikawa, 2001
- Phaneroptera parva Ragge, 1956
- Phaneroptera phantasma Steinmann, 1966
- Phaneroptera rintjana Bei-Bienko, 1966
- Phaneroptera sparsa Stal, 1857
- Phaneroptera spinifera (Willemse, C., 1953)
- Phaneroptera spinosa Bei-Bienko, 1954
- Phaneroptera trigonia Ragge, 1957

## Fordítás
- Ez a szócikk részben vagy egészben  a   Phaneroptera című angol Wikipédia-szócikk ezen változatának fordításán alapul.  Az eredeti cikk szerkesztőit annak laptörténete sorolja fel. Ez a jelzés csupán a megfogalmazás eredetét és a szerzői jogokat jelzi, nem szolgál a cikkben szereplő információk forrásmegjelöléseként.